# Олрикс (Південна Дакота)
Олрикс (англ. Oelrichs) — місто (англ. town) в США, в окрузі Фолл-Ривер штату Південна Дакота. Населення — 117 осіб (2020).

## Географія
Олрикс розташований за координатами 43°10′56″ пн. ш. 103°14′2″ зх. д. / 43.18222° пн. ш. 103.23389° зх. д. (43.182180, -103.233921).  За даними Бюро перепису населення США в 2010 році місто мало площу 0,98 км², уся площа — суходіл.

## Демографія
Згідно з переписом 2010 року, у місті мешкало 126 осіб у 61 домогосподарстві у складі 38 родин. Густота населення становила 128 осіб/км².  Було 74 помешкання (75/км²).
Расовий склад населення:
| - 79,4 % — білих - 18,3 % — корінних американців |

До двох чи більше рас належало 2,4 %. Частка іспаномовних становила 0,0 % від усіх жителів.
За віковим діапазоном населення розподілялося таким чином: 18,3 % — особи молодші 18 років, 58,7 % — особи у віці 18—64 років, 23,0 % — особи у віці 65 років та старші. Медіана віку мешканця становила 53,0 року. На 100 осіб жіночої статі у місті припадало 90,9 чоловіків;  на 100 жінок у віці від 18 років та старших — 94,3 чоловіків також старших 18 років.
Середній дохід на одне домашнє господарство  становив 50 196 доларів США (медіана — 46 875), а середній дохід на одну сім'ю — 63 731 долар (медіана — 66 250). Медіана доходів становила 39 688 доларів для чоловіків та 33 889 доларів для жінок. За межею бідності перебувало 10,2 % осіб, у тому числі 50,0 % дітей у віці до 18 років та 2,7 % осіб у віці 65 років та старших.
Цивільне працевлаштоване населення становило 69 осіб. Основні галузі зайнятості: освіта, охорона здоров'я та соціальна допомога — 27,5 %, мистецтво, розваги та відпочинок — 24,6 %, публічна адміністрація — 20,3 %.